# Symposium Ciceronianum Arpinas
Das Symposium Ciceronianum Arpinas ist ein von dem italienischen Altphilologen Emanuele Narducci begründetes und geleitetes wissenschaftliches Kolloquium, welches das Certamen Ciceronianum Arpinas, einen seit 1980 jährlich in Ciceros Geburtsort Arpinum stattfindenden internationalen Lateinwettbewerb für Schüler, in regelmäßigem Turnus begleitet.
Es ist der Person und dem Werk des Marcus Tullius Cicero gewidmet. Erörtert wurden verschiedene Aspekte des Gesamtwerks, unterschiedliche wissenschaftliche Zugänge zu ihm und seine Rezeptionsgeschichte von der Antike bis in die Gegenwart. Der frühe Tod des Veranstalters Emanuele Narducci im Jahr 2007 hat eine Fortsetzung dieses Forschungsformats verhindert.

## Abhandlungen des Kolloquiums
1. Emanuele Narducci (Hrsg.): Cicerone Prospettiva 2000. Atti del I Symposium Ciceronianum Arpinas, Arpino 5 Maggio 2000. Firenze, Le Monnier 2001.
2. Emanuele Narducci (Hrsg.): Interpretare Cicerone. Percorsi della critica contemporanea. Atti del II Symposium Ciceronianum Arpinas, Arpino 18 Maggio 2001. Firenze, Le Monnier 2002. – Rez. von Sarah Culpepper Stroup, in: Bryn Mawr Classical Review 2002.12.06; der ersten beiden Bände von: Valentina Arena, in: Journal of Roman Studies 93, 2003, 365–366, online (PDF; 323 kB).
3. Emanuele Narducci (Hrsg.): Aspetti della fortuna di Cicerone nella cultura latina. Atti Del III Symposium Ciceronianum Arpinas, Arpino 10 Maggio 2002. Firenze, Le Monnier 2003.
4. Emanuele Narducci (Hrsg.): Cicerone tra antichi e moderni. Atti del IV Symposium Ciceronianum Arpinas, Arpino 9 maggio 2003. Firenze, Le Monnier 2004. – Rez. von: Silvana A. Gaeta, in: Bryn Mawr Classical Review 2004.09.03.
5. Emanuele Narducci (Hrsg.): Eloquenza e astuzie della persuasione in Cicerone. Atti del V Symposium Ciceronianum Arpinas, Arpino 7 Maggio 2004. Firenze, Le Monnier 2005.
6. Emanuele Narducci (Hrsg.): Cicerone nella tradizione europea. Dalla tarda antichità al Settecento. Atti del VI Symposium Ciceronianum Arpinas, Arpino 6 maggio 2005. Firenze, Le Monnier, 2006.